# Gary Oldman
Vous lisez un « article de qualité » labellisé en 2009.
Pour les articles homonymes, voir Oldman.
Gary Leonard Oldman (prononcé en anglais britannique : [ˈɡæɹi ˈəʊldmən]), né le 21 mars 1958 à New Cross, Londres, Angleterre (Royaume-Uni) est un acteur, réalisateur, scénariste et producteur britannique naturalisé américain.
Il est particulièrement célèbre pour ses rôles de méchants au cinéma, tels que Lee Harvey Oswald dans JFK (1991) d'Oliver Stone, le comte Dracula dans Dracula (1992), l'adaptation de Francis Ford Coppola, Norman Stansfield, le flic sadique et corrompu de Léon (1994), réalisé par Luc Besson, ainsi que les rôles de Jean-Baptiste Emanuel Zorg dans Le Cinquième Élément (1997) du même réalisateur, du terrifiant proxénète dans True Romance (1993), et du terroriste nationaliste russe Ivan Korshunov dans Air Force One (1997). Il se tourne ensuite vers des rôles plus grand public, en participant entre autres aux franchises de Harry Potter (2004-2011) et de Batman (2005-2012), interprétant respectivement Sirius Black et James Gordon.
Gary Oldman est réputé pour la polyvalence et l'intensité de ses prestations, ainsi que pour sa capacité à changer de voix ou d'accent pour chaque rôle. Il passe derrière la caméra pour réaliser Ne pas avaler, un film indépendant largement inspiré de sa propre enfance dans une banlieue de Londres et présenté en compétition au Festival de Cannes 1997. Il reste également actif au théâtre, notamment avec la Royal Shakespeare Company. Ses interprétations sont souvent remarquées par la critique, notamment pour son premier grand rôle au cinéma, celui de Sid Vicious, le second bassiste des Sex Pistols, qu'il endosse dans Sid et Nancy en 1986.
Oldman est cité par The Guardian en 2009 comme étant l'un des meilleurs acteurs à n'avoir jamais été nommé pour un Oscar, bien qu'il remporte nombre de récompenses du cinéma ou de la télévision au cours de sa carrière. En 2012, il est finalement nommé à l'Oscar du meilleur acteur pour son rôle dans La Taupe, mais il lui faut attendre 2018 pour le recevoir pour son interprétation de Winston Churchill dans Les Heures sombres. Cette année sera celle de la consécration pour l'acteur qui reçoit également le Golden Globe du meilleur acteur dans un film dramatique ainsi que le British Academy Film Award du meilleur acteur.
Il est anobli au rang de bachelier en 2025, prenant ainsi le titre de Sir Gary Oldman.

## Biographie

### Enfance

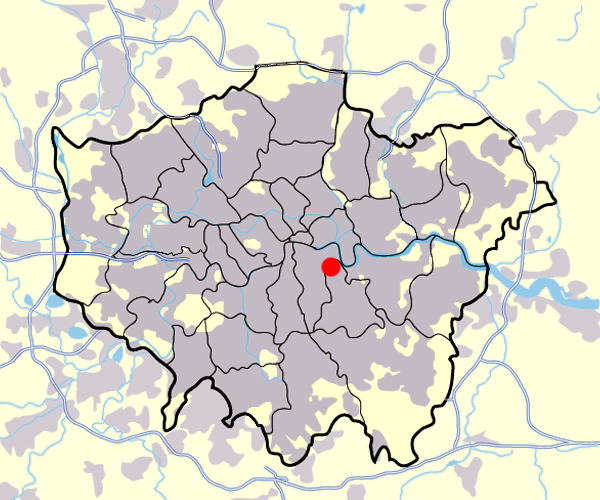
Le quartier de New Cross, aujourd'hui dans le district de Lewisham à Londres.

Gary Leonard Oldman est né le 21 mars 1958 dans le quartier de New Cross, dans le district de Deptford (en), au sud-est de Londres, en Angleterre, au Royaume-Uni. Il est le fils de Kathleen, une mère au foyer irlandaise, et de Len Oldman, un ancien marin ayant travaillé comme soudeur. D'après l'acteur, son père était un alcoolique violent qui a quitté sa mère lorsqu'Oldman n'avait que sept ans. Ce départ est pour lui un choc, et, élevé par sa mère et ses deux grandes sœurs, il lui manque une présence masculine, en particulier quand ces dernières se marient et quittent la maison. Il passe alors de longues heures seul, s'évadant dans son imagination en se déguisant et en jouant la comédie, afin de s'éloigner par la pensée de New Cross et de sa misère.

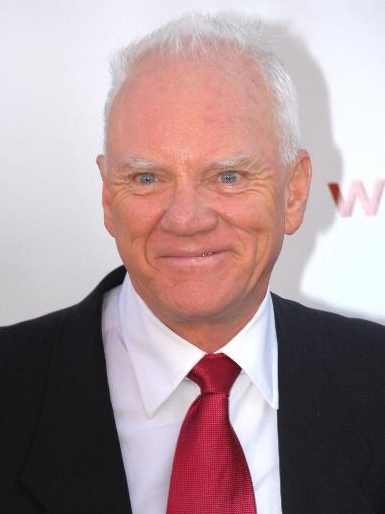
Malcolm McDowell, l'acteur qui lui a donné envie de faire de la comédie.

Peu concerné par l'école, il est sans cesse rabroué par ses professeurs dont il se rappelle les paroles : « Oldman, tu es stupide, tu es bête, tu n'arriveras jamais à rien, ». Scolarisé à l'école de garçons du sud-est de Londres (la South East London Boys' School) à Deptford, il la quitte finalement à 16 ans,. Ses passions sont la boxe, le football, et la musique : chanteur et pianiste accompli, il est fan autant des Beatles que de Liberace ou de Chopin. Et il est bien sûr déjà passionné par la comédie.

« Je me suis soudain passionné pour la boxe et pour Mohamed Ali à l'époque où il combattait Joe Frazier. Alors, je me suis lancé dans la boxe. J'étais incroyablement bon en gymnastique. »

— Gary Oldman, Salon
Il renonce à la musique pour poursuivre une carrière d'acteur. Cette décision est inspirée par la prestation de Malcolm McDowell en 1970 dans le film The Raging Moon. McDowell y interprète un paralysé dont l'accident n'a pas entamé la volonté de vivre, en dépit de la colère qui l'habite. Le jeu de l'acteur exprime les sentiments d'Oldman : l'abandon, la colère, l'aliénation et l'emprisonnement.

« Je me souviens comme si c'était hier de l'heure qu'il était lorsque [The Raging Moon] est passé… J'ai été tout simplement touché par ce que [McDowell] faisait en tant qu'acteur - sans vraiment comprendre, mais en pensant : « C'est ça que je veux faire. »

— Gary Oldman, Rolling Stone

### Formation et début de carrière au théâtre
Son objectif clairement défini, Gary Oldman travaille comme vendeur dans un magasin de sport avant d'intégrer le Greenwich & Lewisham Young People's Theatre à Londres, un théâtre-école spécialisé dans l'enseignement du théâtre auprès des jeunes du quartier. Mais cette expérience, trop proche géographiquement et sociologiquement de son quartier natal, est un échec car situé dans le même district de Lewisham que New Cross, quartier de la pauvreté, de l'alcool, des drogues et des gangs. Il tente alors de rejoindre la Royal Academy of Dramatic Art (RADA), l'une des plus vieilles écoles d'art dramatique du Royaume-Uni, qui délivre notamment le prestigieux Professional Shakespeare Certificate. Celle-ci refuse sa candidature, lui conseillant de « chercher autre chose à faire pour vivre. »
Sur les conseils de son professeur Roger Williams, il s'inscrit finalement au Rose Brudford College dans le Kent, une école d'art dramatique. Grâce à la bourse que l'école lui accorde, il peut suivre les cours sans l'aide financière de sa mère jusqu'à l'obtention de son diplôme d'art dramatique (BA in Theatre Arts) en 1979, à l'âge de 21 ans, et rejoint rapidement le Royal Theatre de York.
En 1980, il entre au Citizens Theatre de Glasgow, où il étudie le mime et la commedia dell'arte et joue dans les pièces Massacre à Paris, Desperado Corner, ainsi que Chinchilla et Une perte de temps, écrites par le directeur du Glasgow Citizens', Robert David MacDonald, participant à la tournée européenne et sud-américaine du théâtre.

« Mon passage au Glasgow Citizens' au début des années 1980 m'a permis d'entrer dans le monde adulte. Le travail était agréable, fort et grisant. Pendant les années qui ont suivi, pas une seule expérience théâtrale n'a été si forte. »

— Gary Oldman, site du Citizens Theatre
Après une représentation de Conférence au sommet (Summit Conference, en 1982), également écrite par Robert David MacDonald, au Lyric Theatre à Londres, Gary Oldman entre en 1983 dans la troupe du Royal Court Theatre, grâce à laquelle il gagne une certaine réputation. Il intègre ainsi la prestigieuse Royal Shakespeare Company en 1984. Parmi les pièces dans lesquelles il joue, on peut noter Le Locataire (Entertaining Mr Sloane, en 1983), écrite par Joe Orton, trois pièces du célèbre dramaturge britannique Edward Bond, Les Noces du pape (The Pope's Wedding, en 1984), Sauvés (Saved, en 1984) et Pièces de guerre (The War Plays, en 1985), ainsi que la controversée pièce de Caryl Churchill, en 1987, Serious Money, sur le monde financier de Londres au début des années 1980.
Excellent dans un répertoire classique, le jeune espoir du théâtre anglais acquiert une totale reconnaissance auprès de la profession et du public, doublée de plusieurs récompenses, dont le Time Out's Fringe Award du jeune espoir le plus prometteur en 1985, décerné par le magazine Time Out, et le British Theatre Association's Drama Award du meilleur acteur (partagé avec Anthony Hopkins) pour son interprétation de Scopey, dans Les Noces du pape.

### Années 1980: du théâtre au cinéma

#### Ses débuts à l'écran
Le cinéma devient son principal objectif, et il bénéficie déjà de plusieurs expériences devant la caméra au début des années 1980. En 1982, il obtient un petit rôle dans le film Remembrance de Colin Gregg, son premier rôle au cinéma.
Il joue ensuite dans trois téléfilms : Meantime (1984), de Mike Leigh, aux côtés de Tim Roth et Alfred Molina, Morgan's Boy (1984) de John Gorrie et Honest, Decent & True (1986) de Les Blair. On peut également l'apercevoir dans la seconde saison de la série pour enfants Dramarama (1984).
Mais jusqu'à sa rencontre avec Alex Cox, réalisateur de Sid et Nancy (1986), il continue surtout à apparaître sur scène, notamment au Royal Court Theatre.

#### Sid et Nancy: un premier film, un premier succès
Remarqué sur les planches pour Pièces de guerre (The War Plays) en 1985 par Alex Cox, alors au sommet pour La Mort en prime (Repo Man), film culte réalisé en 1984, Gary Oldman obtient une audition pour le rôle principal de Sid et Nancy (Sid and Nancy), qu'il obtient finalement à la place de Daniel Day-Lewis.
Le film raconte l'histoire de Sid Vicious dans son groupe des Sex Pistols, rencontrant un certain succès en dépit de la vindicte mondiale[réf. nécessaire] envers le mouvement punk rock, ainsi que sa relation avec sa petite amie américaine Nancy Spungen (Chloe Webb), une histoire d'amour qui va finir par une surdose et une mort sanglante. Ce personnage singulier et extrême, deux qualificatifs qui lui correspondent, qu'il joue avec justesse, permettra à Gary Oldman de gravir les marches du succès.
Pour son interprétation du chanteur et bassiste, Gary Oldman interroge la mère du défunt Sid Vicious, qui, en plus de nombreuses informations utiles sur ses habitudes, lui offre le collier et le bracelet en cuir de son fils, qu'il porte tout au long du tournage. Pour imiter la silhouette efflanquée et l'addiction de Sid Vicious, Oldman rencontre des toxicomanes et va même jusqu'à perdre plus de 13 kg (30 livres) grâce à un régime si draconien qu'il dut être hospitalisé. Le film rencontre un bon accueil du public et des critiques.
Le magazine Uncut de février 2007 classe Gary Oldman 8e de sa liste des 10 Best actors in rockin' roles, décrivant son interprétation de « très sympathique lecture de la figure de proue du mouvement punk comme un homme-enfant perdu et désorienté ». Il est aussi classé 62e des 100 meilleurs rôles de tous les temps par le magazine Première dans sa version américaine. Il obtient enfin pour ce rôle l'Evening Standard British Film Awards du nouveau venu le plus prometteur.

#### Des films britanniques pour la fin des années 1980
En 1987, il interprète le dramaturge britannique Joe Orton dans le film de Stephen Frears, Prick Up Your Ears. Il avait d'ailleurs joué en 1983 dans la pièce Le Locataire (Entertaining Mr Sloane) écrite par Orton en 1963. Roger Ebert écrit à propos d'Oldman qu'il est « l'un des rares acteurs capable de se réinventer pour chaque rôle, ». Il est d'ailleurs nommé pour le BAFTA du meilleur acteur, finalement remporté par Sean Connery dans Le Nom de la rose. Le film est également présenté au Festival de Cannes en 1987 en sélection officielle.

« Gary avait à faire des choses vraiment crades dans le rôle de Joe [Orton], tout en conservant toujours la sympathie du public. Traiter l'homme qu'il aimait aussi mal que cela et nous tenir intéressé, Gary l'a fait sans effort. »

— Stephen Frears, GQ
En 1988 à la télévision, il se fait remarquer dans The Firm, le film du réalisateur britannique Alan Clarke, célèbre pour son style plein de tendresse en dépit des sujets graves (la misère sociale au Royaume-Uni en particulier) qu'il filme. Aux côtés de sa future femme Lesley Manville, Gary Oldman interprète un hooligan radical, pour qui la violence qu'il rencontre dans les stades de football est une échappatoire à sa vie monotone.
La même année, Gary Oldman est à l'affiche de plusieurs films sans succès, pour la plupart des thrillers (Track 29, de Nicolas Roeg, ou La Loi criminelle (Criminal Law) de Martin Campbell avec Kevin Bacon en 1988), et, lors d'une seconde collaboration avec Colin Gregg, rencontré pour Remembrance, il joue dans We Think the World of You. Il reste marginal.
Il joue malgré tout un vétéran de la guerre dans Chattahoochee en 1989, torturé en prison avec Dennis Hopper et le fameux Rosencrantz dans Rosencrantz et Guildenstern sont morts en 1990, aux côtés de Tim Roth et Richard Dreyfuss. Fondé sur les personnages mineurs de la pièce de William Shakespeare Hamlet, le film est réalisé par Tom Stoppard et adapté de la pièce homonyme (Rosencrantz et Guildenstern sont morts) qu'il a écrite. Il est nommé au Film Independant's Spirit Award de la meilleure prestation masculine, remporté par River Phoenix pour son rôle dans My Own Private Idaho.
À la fin des années 1980, et avant son départ pour Hollywood, il est considéré comme étant l'une des figures de proue de la nouvelle génération d'acteurs britanniques, comme l'étaient alors également Tim Roth, Bruce Payne, Colin Firth, Paul McGann, Rupert Everett, Miranda Richardson ou Daniel Day-Lewis, collectivement qualifiés de « Brit Pack » par certains médias anglo-saxons,.

### Années 1990: la porte ouverte vers l'Amérique
En 1990, il fait ses premiers pas aux États-Unis dans Les Anges de la nuit (State of Grace), réalisé par Phil Joanou, aux côtés de Sean Penn, de sa future femme Robin Wright, et de Ed Harris. Sean Penn y joue un officier de police qui retourne après des années dans son quartier natal de Hell's Kitchen, à New York, et retrouve son ami d'enfance, Jackie Flannery (Oldman), dont le frère (Ed Harris) est le chef de la mafia irlandaise, qu'il a pour mission d'infiltrer.
La même année, il fait une apparition mineure dans le film de Philip Kaufman, Henry et June. Dans ce film, sa femme de l'époque, Uma Thurman, interprète June Miller, femme de Henry Miller, séduit par l'écrivaine Anaïs Nin.

#### Les rôles de méchant: une marque de fabrique?

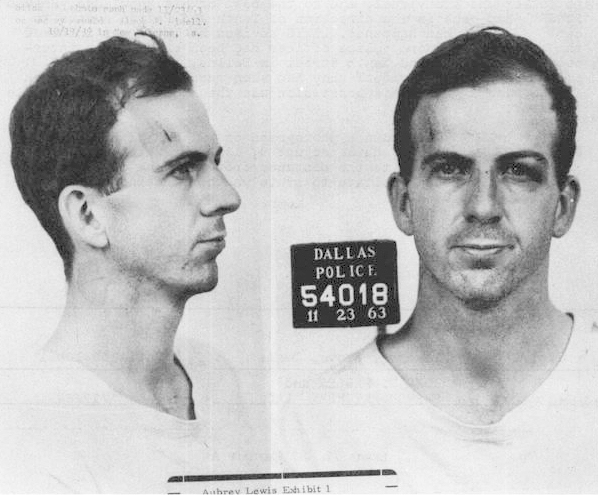
Lee Harvey Oswald lors de son arrestation le 22 novembre 1963.

C'est en 1991 qu'Oliver Stone lui propose de tenir le rôle de Lee Harvey Oswald, l'assassin présumé de John Fitzgerald Kennedy, aux côtés de Kevin Costner, Tommy Lee Jones, Michael Rooker, Kevin Bacon et Donald Sutherland dans JFK. Ce rôle difficile qui fouille dans l'histoire douloureuse de l'Amérique lui vaut enfin une totale crédibilité et les faveurs des plus grands. En interprétant la « bête noire » de la société américaine, Gary Oldman trouve le moyen de se faire connaître, et son jeu fut tellement crédible, si inspiré du personnage réel, que certains spectateurs ont pensé que certaines des scènes dans lesquelles il jouait étaient en fait des images d'archive :

« [Oliver Stone] a fait venir un vrai policier pour m'interroger. Il me questionna pendant des heures, et je devais connaître les réponses qu'aurait données Oswald - quel est le nom de jeune fille de ta femme, et tous ces trucs - juste pour figurer quelques secondes dans le film. Et les gens qui ont regardé la scène où Ruby me tue ont dit : « Ce sont bien les vraies archives ? »

— Gary Oldman, interview avec Richard Rayner.
Il rencontre Marina Oswald Porter, veuve d'Oswald, et questionne de nombreux théoriciens du complot pour se préparer au rôle. Le tournage est éprouvant, Oliver Stone le maintenant à l'écart de l'équipe du film afin qu'il reste le personnage sur et hors scène. Deux années plus tard, il participe sur la chaîne PBS à un documentaire de la série Frontline sur la théorie de la conspiration développée par Stone dans son film. Intitulé Who Was Lee Harvey Oswald?, Oldman y prête sa voix au meurtrier présumé en lisant ses propres journaux.
L'année suivante, Francis Ford Coppola assoit la réputation d'Oldman en lui confiant le rôle-titre dans le baroque Dracula (Bram Stoker's Dracula) aux côtés d'Anthony Hopkins et de Winona Ryder, l'adaptation la plus rentable de l'œuvre de Bram Stoker, écrite en 1897. Interprétant le personnage cruel et tourmenté du Comte Dracula, il traverse tout au long du film différents états : de l'angoisse à la colère, de la colère à l'espoir et de l'espoir à l'abattement lorsqu'il découvre que pour l'aimer, il doit faire subir à sa bien-aimée les mêmes tourments qu'il a endurés. En dépit des tumultes de sa vie personnelle, de son divorce d'avec Uma Thurman aux nombreuses altercations avec Coppola sur leur approche différente du personnage, sa prestation est considérée par beaucoup comme un classique du genre, et reconnue par l'Académie des films de science-fiction, fantastique et horreur, qui lui remet le Saturn Award du meilleur acteur en 1993. Il est également nommé avec Winona Ryder pour le MTV Movie Award du meilleur baiser.
Ces deux blockbusters sont les premiers films à succès de Gary Oldman, rapportant chacun plus de deux cents millions de dollars au box-office mondial, et ayant fait respectivement 2 588 800 entrées pour JFK et 3 167 000 entrées pour Dracula en France.
On le retrouve en 1993 dans True Romance de Tony Scott, aux côtés de Christian Slater et Patricia Arquette dans le rôle du proxénète Drexl Spivey. Correspondant à l'idée que Tarantino, scénariste du film, se faisait du personnage psychotique de Spivey, Oldman apporte même des idées de son récent tournage de Dracula. Ayant dû endurer cinq heures de maquillage chaque jour pour le rôle du Comte Drakul, il ajoute à son costume de Drexl Spivey un œil laiteux, des dents en or et des dreadlocks. Enfin, le jargon particulier par lequel il s'exprime, celui d'un jamaïcain blanc voulant être noir, trouve son origine dans les quartiers de Londres d'où il est originaire.
On remarque également en 1993 sa participation à la série télévisée Fallen Angels diffusée sur Showtime. Recueil d'histoires noires se passant à Los Angeles dans les années 1940 à 1950, il se retrouve aux côtés de nombreuses figures du cinéma, telles que Peter Berg, Benicio del Toro, Danny Glover, Tom Hanks, Christopher Lloyd, Isabella Rossellini, Kiefer Sutherland, Tom Cruise, Alfonso Cuarón, Phil Joanou ou Steven Soderbergh. Dans le premier épisode, Dead End for Delia, l'inspecteur endurci Pat Kelley (Oldman) est appelé pour enquêter sur un meurtre et découvre que c'est son épouse Delia (Gabrielle Anwar) qui a en fait été assassinée.
La même année, il est à l'affiche de Romeo Is Bleeding, interprétant un flic perdu et ayant fait de mauvais choix, qui trompe sa femme Annabella Sciorra pour Juliette Lewis, pour finalement tomber entre les griffes d'une dangereuse mafieuse russe, jouée par Lena Olin.
Oldman est également membre du jury du Festival de Cannes du 13 au 24 mai 1993, sous la présidence du réalisateur français Louis Malle, aux côtés, entre autres, de Claudia Cardinale et d'Emir Kusturica.

#### Collaboration avec Luc Besson

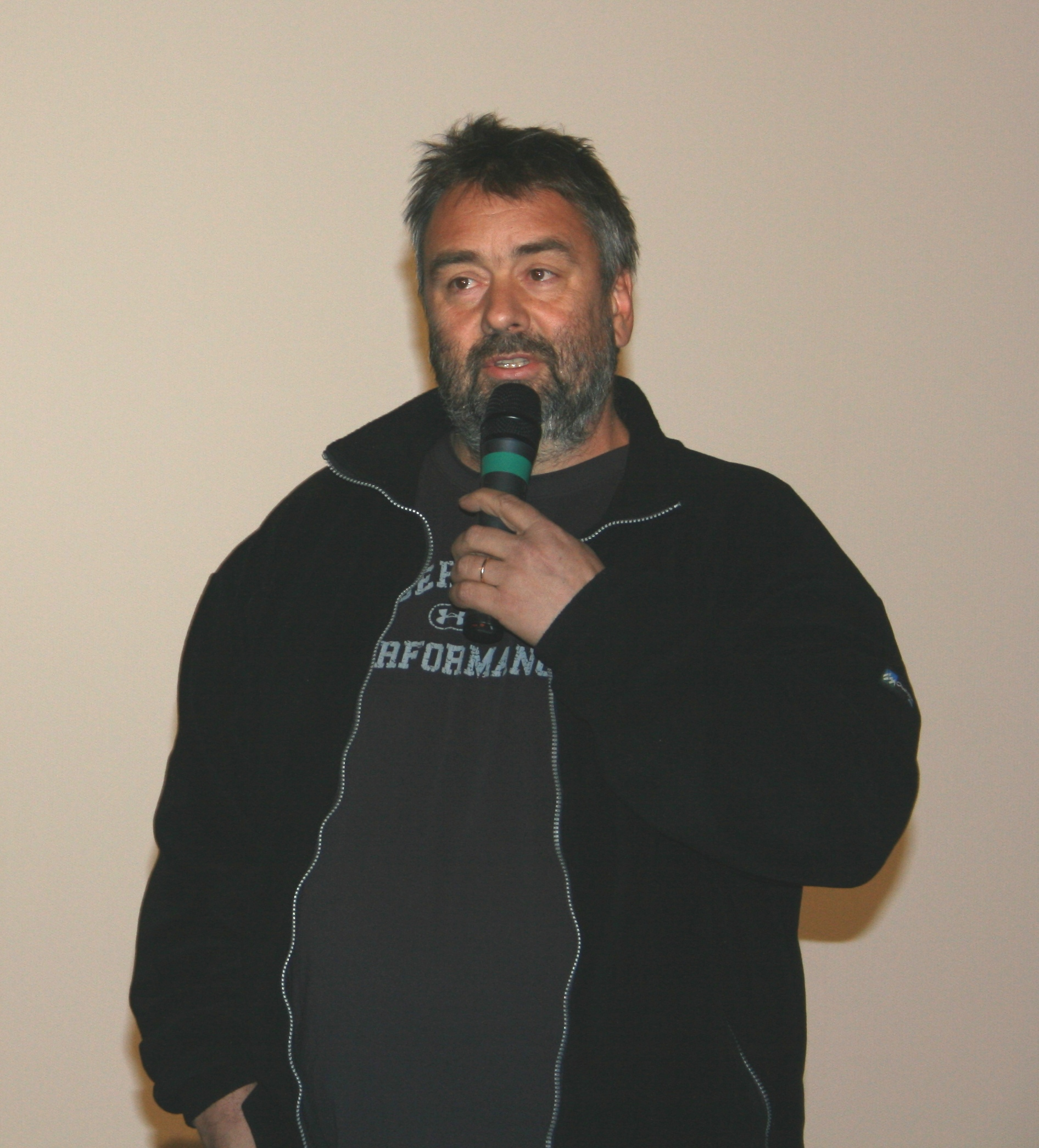
Luc Besson réalisateur de Léon et du Cinquième Élément.

En 1994, sous la direction de Luc Besson dans Léon il incarne Norman Stansfield, un flic sadique, cocaïnomane et corrompu. Traqué par la jeune Mathilda (Natalie Portman) et son mentor Léon, incarné par Jean Reno (aux prémices de sa carrière américaine), pour venger sa famille assassinée par Stansfield et ses hommes, c'est un rôle violent qui confirme Gary Oldman dans le registre des « bad guys. »
En 1997, Luc Besson lui offre le rôle d'un autre méchant original dans Le Cinquième Élément (The Fifth Element), celui du chef d'entreprise intergalactique Zorg prêt à tout pour retrouver les cinq éléments, seul remède au Mal qui menace d'annihiler la Terre. Oldman, dans des costumes dessinés par Jean-Paul Gaultier, crée un personnage diabolique et amoral qui ne s'intéresse qu'à sa fortune personnelle, et qui n'hésite pas à se salir les mains lorsque ses mercenaires échouent dans leur mission. Bruce Willis, interprète de Korben Dallas, héros du film avec Milla Jovovich, affirme dans une interview que « Gary sauve le film », bien que les deux acteurs n'aient que quatre secondes à l'écran en commun. Le film fait l'ouverture du Festival de Cannes 1997 (hors compétition), au cours duquel est également présenté en compétition Ne pas avaler, le film réalisé la même année par Gary Oldman.
Succès public, Le Cinquième Élément est numéro un au box-office français de l'année 1997, avec 7 696 700 entrées en France et fait un total de 263 920 180 $ au niveau mondial pour un budget initial de 90 000 000 $.
Entretemps, Gary Oldman participe à cinq films plus ou moins remarqués. La même année que Léon, il interpréta le fameux Beethoven dans Ludwig van B. (Immortal Beloved) de Bernard Rose, aux côtés d'Isabella Rossellini.
En 1995, un nouveau rôle de méchant lui est proposé dans Meurtre à Alcatraz (Murder in the First). Il joue le sadique directeur de la célèbre prison, Milton Glenn, bourreau de Henri Young (Kevin Bacon, déjà rencontré dans La Loi criminelle et JFK), et accusé par le jeune avocat James Stamphill (Christian Slater). La même année, il joue aux côtés de Demi Moore et Robert Duvall dans le film Les Amants du nouveau monde (The Scarlett Letter), de Roland Joffé. Le film est un échec critique et commercial. Il est nommé pour de nombreux prix récompensant les plus mauvais films (Razzie Award du pire film, de la pire actrice pour Demi Moore, du pire acteur dans un second rôle pour Robert Duvall, du pire couple à l'écran pour Demi Moore avec Gary Oldman et Robert Duvall, du pire réalisateur et du pire scénario). Il remporte finalement le Razzie Awards de la pire adaptation (adaptée du roman La Lettre écarlate écrit par Nathaniel Hawthorne en 1850).
En 1996, le réalisateur et peintre Julian Schnabel lui offre le rôle de l'artiste Albert Milo (qui n'est autre que l'autoportrait de l'artiste-cinéaste) dans son biopic Basquiat consacré à son ami Jean-Michel Basquiat (interprété par Jeffrey Wright), pionnier de la mouvance underground. Gary Oldman y retrouve David Bowie, avec qui il avait chanté pour son album Black Tie White Noise en 1993.
Enfin, l'année suivante, il affronte le Président des États-Unis Harrison Ford dans Air Force One de Wolfgang Petersen, sous les traits du terroriste russe Ivan Korshunov. Le film reçoit des critiques plutôt positives, et la prestation de Gary Oldman est saluée. Il est également un succès commercial, puisqu'il rapporte 315 156 409 $ pour un investissement de 85 000 000 $. Pour son rôle, Gary Oldman est nommé pour le Blockbuster Entertainment Award du meilleur acteur dans un rôle secondaire, ainsi que pour les MTV Movie Awards du meilleur méchant et du meilleur combat (partagé avec Harrison Ford).

#### Ne pas avaler: première réalisation

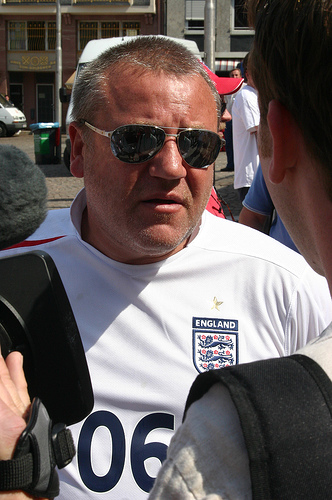
Ray Winstone, interprète de Raymond dans Ne pas avaler.

Sans avoir atteint les limites de ses prestations devant la caméra, le désir de passer derrière s'est formulé en 1997 puisqu'il écrit et réalise Ne pas avaler (Nil by Mouth), qu'il présente à Cannes la même année. Ray Winstone tient le rôle de Raymond, chef de famille violent et alcoolique et Kathy Burke joue celui de Valérie, enceinte, son souffre-douleur, protégeant leur petite fille. Enfin, la sœur d'Oldman, Laila Morse, connue pour interpréter le rôle de Mo Harris dans le soap britannique EastEnders interprète Janet, la sœur de Valérie.
C'est un film réaliste et sans concessions, qui évoque ses souvenirs d'enfance en nous plongeant dans le quartier pauvre de Londres où il a grandi. Coproduit par Luc Besson et Douglas Urbanski, Ne pas avaler dépeint la vie quotidienne d'une famille déchirée par la violence, l'alcool et la drogue, sans jamais tomber dans le misérabilisme. Inspiré par le travail de Ken Loach, Mike Leigh ou Stephen Frears, Gary Oldman signe là un premier film touchant et intense, dédié à son père.

« Je voulais que ce film ne fasse pas cinéma, explique Gary Oldman, que ça ne fasse pas scénarisé ; je souhaitais que ce soit bordélique, imparfait, que ça coule comme la vie. Le film n'a pas de résolution, le personnage mauvais n'est pas puni à la fin, parce que la vie est comme ça, elle n'a pas toujours de fin bouclée. »

— Gary Oldman, Les Inrockuptibles
Oldman affirme dans une interview pour le magazine Time Out qu'il ne souhaitait pas aborder le monde de l'alcool et de la drogue comme il est présenté dans des films tels que Pulp Fiction (Quentin Tarantino, 1994) ou Trainspotting (Danny Boyle, 1996) : « Je vois ça différemment : j'ai connu beaucoup de gens qui ont ruiné leurs vies ou qui sont morts à cause de la drogue et de l'alcool, et je trouve très difficile de montrer leur aspect romantique ou glamour,. »
Tourné caméra à l'épaule dans un style quasi documentaire dans une abondance de plans très resserrés, rythmés par la musique d'Eric Clapton, ce cauchemar où le soleil n'apparaît jamais, baigne dans la brume et la pluie des bas-fonds de Londres. Clapton explique dans L'Express que « Ne pas Avaler a réveillé mon passé. Le regard qu'il porte sur la drogue et l'alcool est authentique ; on devrait projeter le film dans les centres de désintoxication. »
Le film est déclaré par le British Film Institute (BFI) comme étant le 97e des 100 meilleurs films de tous les temps et par Time Out comme le 21e des 100 meilleurs films britanniques. Gary Oldman remporte également deux BAFTA Awards du meilleur film britannique (partagé avec Luc Besson et Douglas Urbanski) et du meilleur scénario original, ainsi que le Channel 4 Director's Award remis au cours du Festival international du film d'Édimbourg et l'Empire Award du meilleur espoir. Enfin, l'actrice Kathy Burke remporte le Prix d'interprétation féminine au cours de la 50e édition du Festival de Cannes.

#### Autres activités: création de voix, musique et publicité
En 1998, un rôle de méchant lui est encore proposé dans Perdus dans l'espace (Lost in Space), adaptation de la série de science-fiction éponyme des années 1960, réalisé par Stephen Hopkins. Il y interprète le Dr Zachary Smith, chargé par la Sédition Globale de faire échouer le projet de colonisation d'une nouvelle planète de la Force Spatiale Unie. Aux côtés de William Hurt et Heather Graham, il rencontre Matt LeBlanc, déjà célèbre pour son rôle de Joey Tribbiani dans la sitcom culte Friends. Il est nommé au Saturn Award du meilleur acteur dans un rôle secondaire.
La même année, et pour la première fois, il prête sa voix au personnage du baron Ruber dans le film d'animation Excalibur, l'épée magique (Quest for Camelot), dans lequel il a aussi interprété la chanson Ruber. Il a de plus prêté sa voix à son personnage de Jean-Baptiste Emannuel Zorg dans le jeu vidéo Le Cinquième Élément adapté du film homonyme, édité par Activision en 1998.
Il fait également une courte apparition dans le clip vidéo du groupe de hard rock Guns N'Roses pour leur tube Since I Don't Have You, dans lequel il tient le rôle du diable, et figure dans une annonce publicitaire pour la chaîne de magasins de vêtement suédoise H&M.
Il interprète finalement Ponce Pilate dans le téléfilm de Roger Young, Jésus, diffusé sur CBS en 1999. Il fait une apparition dans la série à sketchs produite par HBO, Tracey Takes On..., créée et animée par l'humoriste américano-britannique Tracey Ullman, l'interprète d'une large palette de personnages confrontés aux situations les plus insolites, aidés par d'autres personnages joués par de nombreuses guest stars. Dans la quatrième saison, Gary Oldman interprète le coiffeur pour l'épisode Hair, qui traite de la coupe de cheveux d'Elton John.

### Années 2000: des blockbusters aux films indépendants
Pour commencer le millénaire, Gary Oldman participe au thriller politique de Rod Lurie, Manipulations (The Contender), dans lequel il tient le rôle du sénateur républicain Sheldon Runyon aux côtés de Joan Allen, candidate démocrate au poste de vice-présidente dans l'administration de Jackson Evans (Jeff Bridges). Également producteur du film, il reçoit l'Alan J. Pakula Award de l'excellence artistique pour un sujet de grande importance sociale et politique, remis par la Broadcast Film Critics Association, association de critiques de cinéma qui décerne les Critics Choice Awards. Il est nommé personnellement au Screen Actors Guild Award du meilleur acteur dans un second rôle et au Film Independant's Spirit Award de la meilleure prestation masculine.
En 2000, il pose dans une série de photos publicitaires pour la marque de vêtements DKNY en compagnie de Milla Jovovich, rencontrée sur le tournage du Cinquième Élément.
L'année suivante, dans Great Books: Poe's Tales of Terror, il narre les contes d'Edgar Allan Poe dans le documentaire sur l'écrivain et son œuvre, diffusé sur la chaîne éducative The Learning Channel.

#### Cinéma, télévision et jeux vidéo
En 2001, Gary Oldman, méconnaissable, interprète le milliardaire défiguré et tétraplégique Mason Verger dans la suite du célèbre thriller Le Silence des Agneaux : Hannibal, réalisé par Ridley Scott. Anthony Hopkins, autre symbole du méchant au cinéma y reprend son rôle d'Hannibal Lecter, alors en liberté, toujours traqué par l'enquêtrice du FBI Clarice Starling, joué dans cet opus par Julianne Moore. Le film reçoit un accueil mitigé, globalement considéré comme inférieur en qualité au Silence des agneaux, mais est économiquement rentable, puisqu'il rapporte plus de 350 millions de dollars pour un budget initial de 85 000 000 $.
Il est aussi à l'affiche d'un film indépendant, Nobody's Baby, dans lequel il interprète aux côtés de Skeet Ulrich un évadé de prison contraint de s'occuper d'un bébé, seul survivant d'un accident de voiture auquel les deux compères ont assisté.
La même année à la télévision, trois ans après sa rencontre avec Matt LeBlanc, le Joey Tribbiani de Friends, il accepte d'y faire une apparition, en tant qu'un célèbre acteur, Richard Crosby, partenaire de Joey dans un film sur la Première Guerre mondiale (Saison 7x23-7x24 - Celui qui a épousé Monica). Crosby, qui a par ailleurs la fâcheuse habitude de postillonner sur son interlocuteur en récitant ses répliques, est aussi un alcoolique, et il manque de faire rater à Joey le mariage de Monica et Chandler.
L'année suivante, il obtient le rôle du Diable dans le dernier épisode de The Hire, série de courts métrages de huit minutes, sponsorisés par le constructeur automobile allemand BMW et dirigés par de célèbres réalisateurs : Ridley et Tony Scott, John Frankenheimer, Ang Lee, Wong Kar-wai, Guy Ritchie, Alejandro González Iñárritu ou John Woo. La série met en vedette un chauffeur (The Driver), interprété par Clive Owen dans chacun des épisodes, au volant de l'une ou l'autre des voitures produites par BMW. Dans l'épisode Beat the Devil, réalisé par Tony Scott, The Driver fait une course automobile contre le Diable dans le but de sauver l'âme de James Brown. Celui-ci interprète son propre rôle, et on peut également apercevoir Danny Trejo et Marilyn Manson aux côtés de Gary Oldman et, bien sûr, de Clive Owen.
La même année, il fait un caméo dans la sitcom américaine Greg the Bunny, émission de télévision diffusée de 2002 à 2004 sur la chaîne de télévision FOX, interprétant le metteur en scène Gary Oldman lors d'une audition pour une pièce de William Shakespeare qu'il souhaite adapter au théâtre (Saison 1x09 - Piddler on the Roof). Greg, une marionnette représentant un lapin (« Greg the Bunny »), postule pour le rôle et bluffe Oldman qui va l'engager, en dépit de son inaptitude à jouer la comédie.
Il enchaîne ensuite les films à petit budget, tels que Interstate 60, avec Michael J. Fox ; Tiny Tiptoes (Tiptoes) avec Matthew McConaughey et Kate Beckinsale ; Dead Fish avec Robert Carlyle ; le court métrage Who's Kyle? ou encore Péché immortel (Sin), dans lequel il joue un criminel sadique qui a enlevé la sœur de l'un des flics qui le pourchasse, interprété par Ving Rhames.
En 2003, il participe à l'enregistrement de deux jeux vidéo : True Crime: Streets of LA, développé par Luxoflux et Medal of Honor : Débarquement allié, développé par Electronic Arts. Par la suite, il prête aussi sa voix la voix d'Ignitus dans la série de jeux vidéo The Legend of Spyro. Depuis 2008, il prête également sa voix à l'un des personnages de la franchise Call of Duty, Viktor Reznov, pour les épisodes World at War (2008) et Black Ops (2010).
L'année suivante, il apparaît dans le court programme Memories of: Elephant, un documentaire sur le film Elephant, réalisé en 1989 par Alan Clarke.

#### Harry Potter: Le parrain

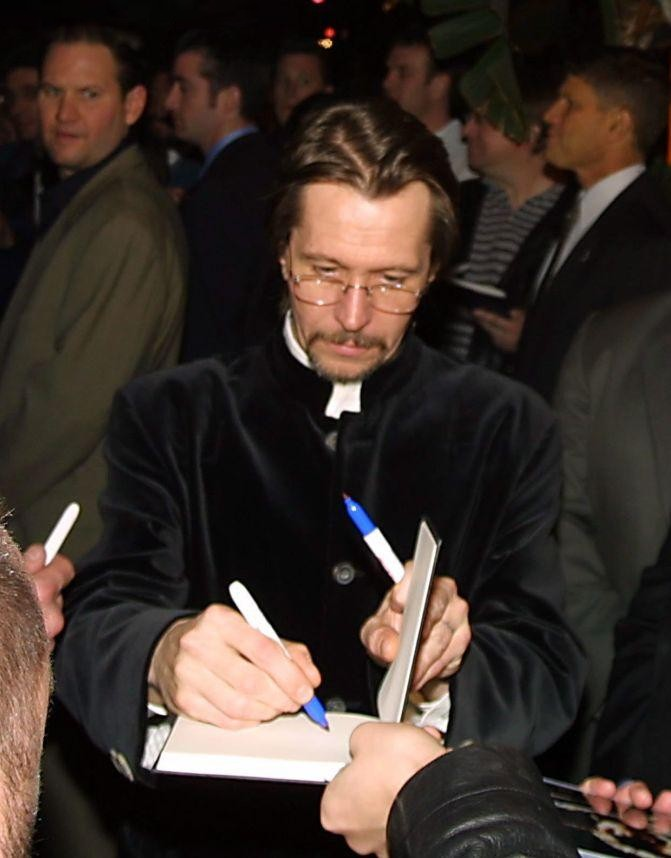
Gary Oldman à la première de Harry Potter et l'Ordre du Phénix (2007).

En 2004, il se fait définitivement connaître du grand public en participant à l'adaptation cinématographique des romans de J. K. Rowling, Harry Potter. Il interprète le parrain de Harry, Sirius Black dans les quatre films Harry Potter et le Prisonnier d'Azkaban, Harry Potter et la Coupe de feu, Harry Potter et l'Ordre du Phénix et Harry Potter et les Reliques de la Mort, partie 2 (en caméo).
En plus de Gary Oldman, les trois jeunes acteurs Daniel Radcliffe (Harry Potter), Emma Watson (Hermione Granger) et Rupert Grint (Ron Weasley) sont entourés par nombre des plus grands acteurs britanniques contemporains, tels que Michael Gambon, Maggie Smith, Alan Rickman, Helena Bonham Carter, David Thewlis, etc. Gary Oldman est quant à lui nommé au People's Choice Award du méchant préféré et au Saturn Award du meilleur acteur dans un rôle secondaire.

« J'ai fait tellement de films pour public averti, c'est agréable d'en faire un que je peux montrer à mes enfants. »

— Gary Oldman, interview pour Harry Potter et le Prisonnier d'Azkaban
Énormes succès commerciaux, les films d'Harry Potter rapportent chacun plus de 800 millions de dollars, pour des budgets allant de 100 000 000 $ (Harry Potter et la Chambre des secrets) à 250 000 000 $ (Harry Potter et le Prince de sang-mêlé). En France, le nombre d'entrées avoisine les huit millions d'entrées pour chacun des films, Harry Potter et la Chambre des secrets et Harry Potter et la Coupe de feu ayant été respectivement Numéro 1 du box-office annuel en France en 2001 et 2005, tous les autres films ayant figuré dans les trois plus rentables en France chaque année.
En 2005, il refuse le rôle du gardien de prison dans le film de Adam Sandler, Mi-temps au mitard (The Longest Yard). Il refuse également de prêter sa voix au Général Grievous dans le dernier épisode de la prélogie Star Wars : La Revanche des Sith (Revenge of the Sith), lorsqu'il apprend que les acteurs ne sont pas membres de la Guilde des Acteurs (Screen Actors Guild), dont lui-même fait partie.
Il participe cependant comme caméo au court métrage documentaire, Chutzpah, This Is?, sur le groupe de hip-hop Chutzpah.

#### Batman: l'incorruptible commissaire Gordon
En 2005, Gary Oldman commence sa collaboration avec Christopher Nolan pour les films de la seconde série des films de Batman : Batman Begins, The Dark Knight : Le Chevalier noir et The Dark Knight Rises. Il y interprète l'incorruptible officier de police James Gordon, allié de Batman. Les trois films de Nolan ont remporté un certain succès critique et public, en particulier le second volet, The Dark Knight, qui rapporte plus d'un milliard de dollars de bénéfices pour un budget de 180 000 000 $, lorsque le premier film avait rapporté plus de 370 millions de dollars pour un budget initial de 150 000 000 $. Gary Oldman reçoit pour sa prestation le Scream Awards du meilleur acteur dans un rôle secondaire dans The Dark Knight : Le Chevalier noir.
Il se lie d'amitié avec l'acteur australien Heath Ledger, décédé en janvier 2008, acclamé par la critique et vainqueur de nombreux prix, dont certains à titre posthume, comme l'Oscar du meilleur acteur dans un second rôle, ou le Screen Actors Guild Award du meilleur acteur dans un second rôle, qu'Oldman a reçu en son nom le 25 janvier 2009 lors de la 15e cérémonie des Screen Actors Guild Awards,.
En 2006, il revient aux films indépendants pour la production britannico-franco-espagnole, The Backwoods (Bosque de sombras) aux côtés de Virginie Ledoyen.
À partir de la même année, il travaille avec la société du groupe Vivendi Universal Games, Sierra Entertainment pour le projet de jeux vidéo Spyro the Dragon, en particulier pour la série Legend. Il prête sa voix au dragon Ignitus aux côtés d'Elijah Wood (Spyro) dans les trois opus de la série : A New Beginning, The Eternal Night (2007) et Naissance d'un dragon (2008).
Entre-temps, il collabore avec la banque britannique Barclays le temps d'une publicité aux côtés de Donald Sutherland, ainsi qu'avec la chaîne de télévision britannique ITV pour l'occasion de la Ligue des champions en 2008. Il devient par la suite porte-parole de la marque de télécommunications finlandaise Nokia, et tourne une publicité, ainsi qu'un court-métrage pour la promotion du modèle de téléphones mobiles Série N, intitulé Donut. En 2008, il réalise, à l'aide d'un téléphone Nokia, Red Rover, le clip du groupe Chutzpah, dont le making-of est réalisé par Juliet Landau, fille de l'acteur Martin Landau.
Début 2009, il est sollicité par la production du film américain The Perfect Sleep : aux côtés du chanteur irlandais du groupe de rock U2, Bono, et du combattant néerlandais de combat libre Bas Rutten, il tourne une parodie de campagne de promotion, intitulée Do Not Go To See The Perfect Sleep (littéralement « N'allez pas voir The Perfect Sleep »).
Côté cinéma, il participe en 2009 au film fantastique Unborn (The Unborn), du réalisateur américain David S. Goyer, puis au thriller japonais, Rain Fall (Rein fôru: Ame no kiba). Il prête aussi sa voix et son visage au film d'animation en capture de mouvement, Le Drôle de Noël de Scrooge (A Christmas Carol), aux côtés de Jim Carrey, Colin Firth et Robin Wright Penn, dans lequel il interprète trois personnages : Bob Cratchit, Marley et Tiny Tim.

### Depuis 2010: La reconnaissance
En 2010, Gary Oldman reprend un rôle de méchant sur grand-écran en apparaissant aux côtés de Denzel Washington dans Le Livre d'Eli (The Book of Eli), réalisé par les frères Hughes. Ce film se déroule dans un monde post-apocalyptique, où un héros solitaire veille sur The Book of Eli, un livre renfermant les connaissances pouvant racheter la société, alors que celui qui se considère comme le chef de la ville, Carnegie, tente de s'en emparer par tous les moyens.
En 2011, il reprend son rôle de Sirius Black dans le dernier opus de la franchise Harry Potter, Harry Potter et les Reliques de la Mort, partie 2. De plus, Oldman prête sa voix à un nouveau personnage, Lord Shen, dans Kung Fu Panda 2, et apparaît également en 2011 aux côtés de Julie Christie et Virginia Madsen dans une nouvelle adaptation du Petit Chaperon rouge (1697) des frères Grimm, Le Chaperon rouge (Red Riding Hood) réalisé par Catherine Hardwicke.
Il reçoit fin 2011, pour l'ensemble de sa carrière, l'Empire Icon Award décerné par le magazine de cinéma britannique Empire, ainsi que le Tribute Award, remis au cours des Gotham Independent Film Awards.

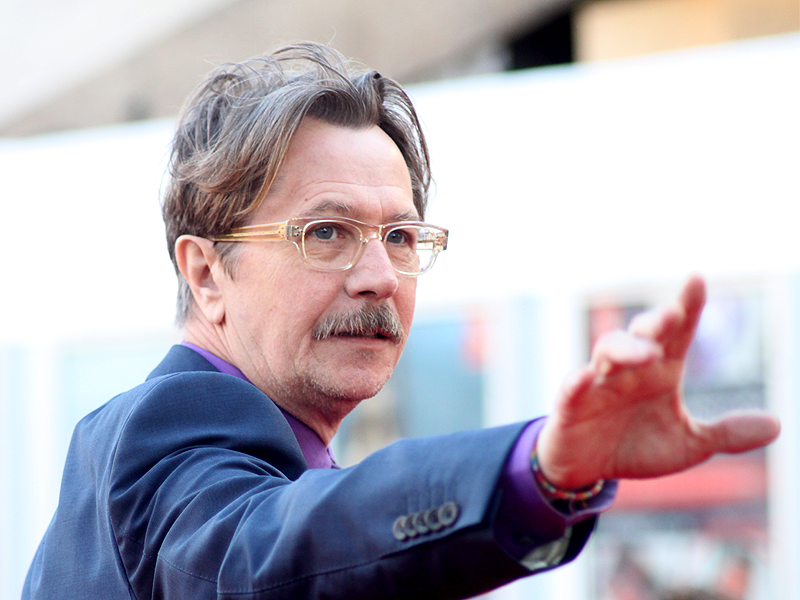
Oldman à la première londonienne de La Taupe (2011).

En 2011, Oldman interprète également le rôle de George Smiley, dans La Taupe (Tinker, Tailor, Soldier, Spy), seconde adaptation du roman éponyme (1974) de John le Carré, avec Benedict Cumberbatch, John Hurt, Ciarán Hinds, Toby Jones, Colin Firth, Mark Strong et Tom Hardy. Le film, réalisé par le cinéaste suédois Tomas Alfredson (Morse), reçoit des critiques globalement positives, avec un score de 84 % sur Rotten Tomatoes avec la mention « Tinker Tailor Soldier Spy est un puzzle dense de suspense, de paranoïa et d'espionnage que le réalisateur réunit ensemble avec le plus grand talent ». En France, Télérama propose deux critiques, l'une positive (« Regarder La Taupe sans avoir lu une ligne du best-seller de John Le Carré qui l'a inspiré ? C'est possible. Quitter la salle sans être sûr d'avoir entièrement saisi l'écheveau de trahisons simples, doubles, croisées de ce récit d'espionnage ? C'est presque un signe de santé mentale. Savourer l'entre-deux, s'en régaler même, combler ainsi notre « espionnophilie », le goût des intrigues ouatées et du suspense, c'est une certitude... »), et l'autre négative, regrettant la complexité de l'intrigue (« Ça fonctionne si l'on est déjà initié. Si l'on est déjà fan de Le Carré. Mais, pour qui le découvre, l'univers de La Taupe est insaisissable. »).
La prestation d'Oldman est largement plébiscitée, et son interprétation de Smiley à la suite d'Alec Guinness (dans Tinker, Tailor, Soldier, Spy à la télévision pour la BBC en 1979) est qualifiée de « au-delà du flegme » et de « prouesse de minimalisme ».

« Pour quiconque se souvient de la série de 1979, Smiley est et restera Alec Guinness, qui a assimilé l'un des espions de fiction le plus célèbre avec la rectitude impénétrable d'un rat d'église jouant au poker. Les fans de Guinness doivent cependant avoir envie de se boucher les oreilles lorsqu'ils entendent que Gary Oldman – à 53 ans, toujours l'un des plus grands acteurs de sa génération – trempe un Smiley nouvellement composé de couches successives de tension psychologique, et pas seulement parce qu'il a une décennie de moins que Guinness lorsqu'il jouait son rôle. »

— Ann Hornaday, The Washington Post
Il est nommé à plusieurs récompenses cinématographiques, dont les BAFTA Awards, le British Academy Film Award du meilleur acteur étant remporté par Jean Dujardin pour son rôle dans The Artist, et remporte le San Francisco Film Critics Circle Award du meilleur acteur et le Central Ohio Film Critics Association Award de la meilleure distribution en 2011. En janvier 2012, il est finalement nommé à l'Oscar du meilleur acteur pendant la 84e cérémonie des Oscars.
En 2012, il reprend le rôle de James Gordon dans le troisième et dernier film de la nouvelle série des Batman, réalisée par Christopher Nolan, The Dark Knight Rises.
En 2017, il interprète le premier ministre britannique Winston Churchill, en début de mandat, dans Les Heures sombres de Joe Wright. Son interprétation est acclamée aux États-Unis et en Grande-Bretagne, et il obtient un statut solide de favori pour la saison des récompenses cinématographiques pour les prix récompensant le meilleur acteur,. Il reçoit notamment le Golden Globe du meilleur acteur dans un film dramatique ainsi que l'Oscar du meilleur acteur dans un rôle principal.
En 2020 sort le film Mank sur Netflix. Il s'agit d'un biopic en noir et blanc, réalisé par David Fincher, dans lequel Gary Oldman interprète le scénariste Herman J. Mankiewicz, chargé d'écrire le scénario de Citizen Kane dans les années 1930. Oldman considère que le scénario de ce film, écrit par Jack Fincher (le père du réalisateur) est « l'un des meilleurs qu'il ait lu depuis longtemps ».
En 2021, il apparait dans le thriller Crisis de Nicholas Jarecki (en). Il seconde également Amy Adams dans le thriller spychologique La Femme à la fenêtre (The Woman in the Window) de Joe Wright, d'après le roman de William Morrow (en).
En 2022, l'acteur retrouve le milieu de l'espionnage en prenant la tête de la série d'Apple TV+ Slow Horses, d'après la série de romans de Mick Herron. L'acteur exprime son intérêt pour le rôle et la série : « D’une certaine façon, les romans de Mick Herron sont un pastiche des livres de John Le Carré. Mais là où les œuvres de Le Carré ont un ton très sec, dans le sens sérieux du terme, ceux de Mick se démarquent par leur sens de l’humour subversif. C’est une histoire d’espionnage, mais avec des personnages possédant de nombreuses failles. Et c’est cela qui selon moi la différencie des autres histoires de ce genre. J’ai aimé le fait que les personnages fassent avancer l’histoire, et non l’intrigue comme cela est généralement le cas dans les récits d’espionnage ». Puis sur un ton plus léger après la comparaison avec James Bond : « [...]c’est vraiment le fond du fond des services secrets. Ou même, pour parler crûment, le trou de balle du MI-5. Il y a l’aspect fantasmé de l’espionnage, et si les services secrets étaient un hôtel de luxe, l’unité Slough Houses serait la cuisine où tout le monde se gueule dessus. On retrouve le même découpage des classes sociales que dans Downton Abbey ». En juin, la série est renouvelée pour une troisième et quatrième saison. En novembre, il évoque sa probable retraite avec ce rôle : « J'ai eu une carrière enviable mais les carrières déclinent et j’ai d’autres intérêts que le cinéma. Quand tu es jeune, tu penses pouvoir faire toutes ces choses en même temps, mais les années passent. J’aurai 65 ans l’année prochaine et les 70 ans approchent. Je ne me vois pas être acteur quand j’en aurai 80. Ce serait un honneur et un privilège de finir avec le personnage de Jackson Lamb puis de raccrocher officiellement. ».
En avril 2022, l'acteur annonce qu'il apparait dans une scène du nouveau film de Christopher Nolan, à savoir le biopic Oppenheimer porté par Cillian Murphy qui est prévu pour l'année d'après. Il est plus tard confirmé dans le rôle du président des États-Unis Harry S. Truman.

## Vie privée
Malgré ses nombreux rôles principaux et secondaires dans les grandes productions hollywoodiennes, Gary Oldman a tout fait pour préserver sa vie privée, ce qui n'a pas toujours été facile, compte tenu du succès de la presse people auprès du public. Il explique : « Être célèbre, c'est une carrière à part entière. Et je n'ai pas l'énergie pour cela,. »
Oldman est né et a grandi à Londres, en Angleterre, mais a déménagé aux États-Unis au début des années 1990. Il réside actuellement à Los Angeles, en Californie, avec ses enfants.
L'une de ses deux sœurs est Laila Morse, actrice interprétant Mo Harris (Big Mo) dans le soap britannique EastEnders diffusé sur la BBC,. Son vrai nom est Maureen Oldman, et Laila Morse est une anagramme de Mia Sorella, qui signifie « ma sœur » en italien, nom qu'elle a choisi après sa rencontre avec la compagne de Gary Oldman d'alors, Isabella Rossellini.
Gary Oldman a été marié cinq fois : avec Lesley Manville de 1988 à 1990, Uma Thurman de 1990 à 1992, Donya Fiorentino de 1997 à 2001 et Alexandra Edenborough de 2008 à 2015. Il s'est marié pour la cinquième fois avec Gisele Schmidt, en août 2017.
C'est sur les planches du Royal Court Theatre, en 1987, qu'il rencontre Lesley Manville, sa partenaire dans la pièce de Caryl Churchill, Serious Money. Ils se marient en 1988, et leur fils Alfie naît la même année. Mais leur relation devient difficile et ils se séparent en 1990. Lesley Manville obtient la garde d'Alfie et est aujourd'hui mariée avec l'acteur Bernard Hill.

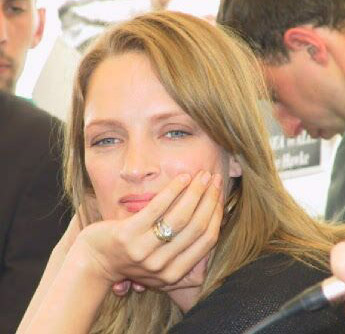
Uma Thurman, seconde épouse de Gary Oldman.

C'est au cours du tournage des Anges de la nuit qu'il rencontre celle qui deviendra sa seconde épouse, Uma Thurman. Présentés par le réalisateur du film Phil Joanou en 1989, ils se marient l'année suivante. Alors que Gary tourne Dracula en 1992, le couple divorce.
Il entretient une relation avec l'actrice Isabella Rossellini, rencontrée lors du film sur Beethoven, Ludwig van B., et ils se fiancent en juillet 1994, pour se séparer deux ans plus tard, en raison de l'alcoolisme d'Oldman.

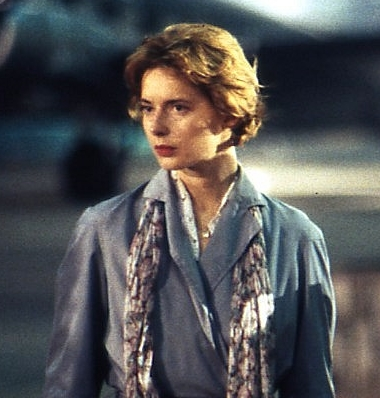
Isabella Rossellini, partenaire de Gary Oldman dans Ludwig van B. (1994).

En effet, il avoue avoir été alcoolique pendant de nombreuses années. Il dit en 1997, à l'occasion d'un article sur son film Ne pas avaler : « Je suis moi-même un ancien alcoolique, et je crois que j'ai bu plus que [mon père] pendant environ 25 ans, ». Des problèmes apparaissent notamment au cours du tournage de Dracula, et il est arrêté peu après pour conduite en état d'ivresse en compagnie de son ami Kiefer Sutherland. Il écope de 89 heures de garde à vue et de six mois de prison, et doit porter un bracelet électronique. Après le tournage du film de Roland Joffé, Les Amants du nouveau monde, il commence une cure de désintoxication en 1995, et dit n'avoir pas bu une goutte d'alcool depuis.

« Il y a une chose étrange qui vous arrive physiologiquement lorsque vous êtes dans la phase chronique de l'alcoolisme. J'ai pu, en certaines occasions, avoir bu deux bouteilles de vodka et être toujours capable de parler à des gens. Ça m'a fait très peur. Par nature, je suis un solitaire, donc je me saoulais à la maison, Dieu merci. Je n'étais pas un noceur. Je veux dire que je ne buvais pas pour le goût et je ne voulais pas sociabiliser non plus. Quelqu'un a décrit les alcooliques comme des égocentriques ayant une faible estime d'eux-mêmes. C'est une définition parfaite. »

— Gary Oldman, interview avec Charlie Rose
C'est au cours d'une réunion des Alcooliques anonymes en octobre 1996 à Beverly Hills qu'il rencontre le mannequin Donya Fiorentino, ex-femme du réalisateur David Fincher. Ils se marient en février 1997 et ont deux fils : Gulliver Flynn, né le 20 août 1997 et Charlie John, né le 11 février 1999. Leur mariage se termine devant les tribunaux en 2001 : Donya Fiorentino réclame la garde des enfants, affirmant qu'il se droguait et qu'il la frappait devant eux. L'enquête démontre qu'elle a menti et Gary Oldman obtient la garde complète des enfants, leur mère ayant un droit de visite restreint.
Il a fréquenté la top-model et actrice britannique Ailsa Marshall de 2002 à 2005 puis s'est marié le 31 décembre 2008 avec la chanteuse de jazz britannique Alexandra Edenborough. Le producteur Douglas Urbanski, ami et associé de Gary Oldman, a été leur témoin de mariage. Ils divorcent en 2015.
Gary Oldman est marié à Gisèle Schmidt depuis août 2017.

## Popularité
Depuis longtemps, un certain culte envers Gary Oldman s'est développé parmi les cinéphiles, probablement en raison de son indifférence vis-à-vis de la célébrité et de la fortune, de la polyvalence de ses prestations (il est qualifié d'« acteur caméléon ») et de son amabilité et sa gentillesse dans la vie.
Paradoxalement, il reste l'un des interprètes les plus populaires de méchants au cinéma, à l'instar de Jack Nicholson, Anthony Hopkins, Max von Sydow, Christopher Lee, Christopher Walken, Malcolm McDowell, John Malkovich ou Kevin Spacey. Dans les années 1990, le magazine Empire le surnomme « le psychopathe deluxe,. »
Sa gamme de rôles de méchants, le comte Dracula dans Dracula, Jean-Baptiste Emmanuel Zorg dans Le Cinquième Élément, Norman Stansfield dans Léon, Lee Harvey Oswald dans JFK, Drexl Spivey dans True Romance, Milton Glenn dans Meurtre à Alcatraz, le Dr Zachary Smith dans Perdus dans l'espace et Ivan Korshunov dans Air Force One s'est vue consacrer une page entière sur le site The Movie Villains (« Les Méchants du Cinéma »). Concernant son jeu d'acteur, il a parfois été considéré comme un « actor's actor » (un « acteur de tous les acteurs », considéré comme la crème-de-la-crème du métier : un acteur réceptif, professionnel, fiable et crédible, admiré par les autres acteurs) comme le sont entre autres Meryl Streep et Robert De Niro.
Oldman partage quelques scènes avec Matt LeBlanc, qu'il a rencontré dans le film Perdus dans l'espace, pendant son apparition dans la série culte Friends, où le personnage d'Oldman, Richard Crosby insiste sur le fait que les « vrais » acteurs postillonnent afin d'améliorer leur prononciation. Il s'ensuit une confrontation au cours de laquelle Crosby et Joey se postillonnent l'un sur l'autre en récitant leurs répliques, ce qui lui vaut une nomination à l'Emmy du meilleur acteur invité dans une série télévisée comique. Le personnage de Gary Oldman n'a de plus, contrairement à ce que pense Joey, jamais remporté d'Oscar, malgré ses nombreuses nominations. C'est un clin d'œil au fait qu'Oldman n'a lui-même jamais été nommé à une telle récompense, en dépit de ses nombreux rôles acclamés par la critique.
De plus, de nombreux jeunes acteurs le citent comme référence, dont Brad Pitt, Shia LaBeouf, Christian Bale, et surtout Ryan Gosling, qui a cité Oldman comme étant son acteur préféré,. Daniel Radcliffe, le jeune interprète de Harry Potter, est également un grand fan de Gary Oldman. Il a pu travailler aux côtés de nombre des plus grands acteurs ou actrices britanniques au cours des films de Harry Potter, mais il affirme que « Gary Oldman était probablement l'acteur que j'étais le plus impressionné de rencontrer. Nous sommes maintenant très proches,. »
D'autres acteurs de sa génération respectent aussi son jeu d'acteur : Johnny Depp (« J'ai toujours admiré les acteurs qui peuvent s'essayer à n'importe quel rôle en réussissant la plupart du temps... des gens comme Daniel Day Lewis ou Gary Oldman sont tout simplement passionnants à regarder, ») ; Anthony Hopkins (« [un acteur] aux talents multiples et possédant du génie et du flair pour exprimer sa créativité, ») ; Jason Isaacs (« Gary Oldman est un héros pour moi. J'ai toujours pensé qu'il était l'un des meilleurs acteurs que j'aie jamais vu, ») ; Colin Firth (« un candidat pour le titre du « meilleur acteur encore vivant, ») ; Ralph Fiennes (« J'adore Gary Oldman. Je trouve qu'il est un acteur de génie, »), etc.

« Gary, je pense, est l'un des cinq meilleurs acteurs du monde. Il est incroyable. J'étais sur le plateau [du Cinquième Élément] et il était habillé en Zorg [le méchant du film], et on parlait de Hamlet, de Shakespeare. Il m'a dit : « j'ai joué Hamlet il y a dix ans à Londres ». Et je lui ai dit « mais comment tu peux mémoriser trois heures de Hamlet ? ». Il m'a répondu que ce n'était pas si difficile. Je lui ai demandé s'il s'en souvenait, et il a dit « je me rappelle tout ». Je lui ai dit « tu veux dire que si je te dis « Acte 2, scène 3... » Et là, il s'est mis à réciter du Shakespeare... habillé en Zorg au milieu d'un vaisseau spatial ! »

— Luc Besson
Gary Oldman a également reçu de nombreuses louanges de la part des critiques de cinéma au cours des années, pour la diversité de ses rôles et l'utilisation d'une voix ou d'un accent différent pour chacun de ceux-ci,. Le critique Roger Ebert est depuis longtemps un fan de son travail, et le qualifie de « l'un des plus grands acteurs, capable de jouer la grandeur, la bassesse, la grossièreté, la noblesse, », quand Janet Maslin, journaliste et critique pour le New York Times, dit de lui qu'il est « un acteur phénoménal, qui, depuis Sid et Nancy, a pris un nombre de nouveaux accents et d'identités considérables avec une facilité étourdissante,. »
Toutefois, le style de Gary Oldman a quelquefois été jugé exagéré par certains critiques. Chris Hicks écrivit à propos de son interprétation de Norman Stansfield dans Léon : « Le personnage de Oldman est tellement exagéré, si manifestement ridicule, que le public peut se croire invité à en rire involontairement,. »
Oldman a cependant annoncé récemment qu'il désirait jouer moins de personnages excentriques et méchants à ce stade de sa carrière,.

« Les gens veulent le méchant Gary Oldman. J'en suis fatigué, comme doit l'être le public. »

— Gary Oldman, Interview pour Ne pas avaler, Sarah Gristwood.
Remarqué depuis le début de sa carrière, il est catégorisé dans une nouvelle génération d'acteurs britanniques prometteurs à la fin des années 1980, aux côtés de Daniel Day-Lewis ou de Tim Roth,, collectivement appelés « Brit Pack », en référence au Brat Pack américain, avec « Brit » pour British (britannique). Tous issus du même milieu ouvrier du Sud de Londres (New Cross pour Oldman, Tulse Hill pour Roth et Greenwich pour Day-Lewis), les trois acteurs ont formé un « remarquable triumvirat » du cinéma britannique dans les années 1980.
Oldman avouera lui-même avec amusement, lors d'une interview après avoir reçu son Empire Icon Award en 2011, que la recrudescence de sa popularité chez le jeune public était en partie due à sa participation à la série Call of Duty.

« Vous savez pour quel rôle je suis le plus célèbre chez les enfants ? Vous vous dites que ce serait, vous voyez, ce seraient les films Batman.. ce serait.. Non. Je suis un héros dans les écoles parce que je suis la voix de Reznov dans Call of Duty ! »

— Gary Oldman
Malgré ses rôles plutôt sombres, Gary Oldman a souvent été qualifié de réaliste dans ses choix. Il a été récemment désigné 72e des 100 stars les plus sexy dans l'histoire du cinéma par le magazine britannique Empire.

## Théâtre
| Année | Titre                | Titre original         | Auteur                 | Date d'écriture | Théâtre                                                      |
| ----- | -------------------- | ---------------------- | ---------------------- | --------------- | ------------------------------------------------------------ |
| 1980  | Massacre à Paris     | The Massacre at Paris  | Christopher Marlowe    | 1593            | Citizens Theatre (Glasgow)                                   |
| 1980  | Desperado Corner     |                        | Shaun Lawton           | 1976            | Citizens Theatre (Glasgow)                                   |
| 1980  | Chinchilla           |                        | Robert David MacDonald | 1977            | Citizens Theatre (Glasgow)                                   |
| 1980  | Une perte de temps   | A Waste of time        | Robert David MacDonald | 1980            | Citizens Theatre (Glasgow)                                   |
| 1982  | Conférence au sommet | Summit Conference      | Robert David MacDonald | 1978            | Lyric Theatre (Londres)                                      |
| 1983  | Le Locataire         | Entertaining M. Sloane | Joe Orton              | 1964            | Royal Court Theatre (Londres)                                |
| 1984  | Rat in the Skull     |                        | Ron Hutchinson         | 1984            | Royal Court Theatre (Londres)                                |
| 1984  | Les Noces du pape    | The Pope's Wedding     | Edward Bond            | 1962            | Royal Court Theatre (Londres)                                |
| 1984  | Sauvés               | Saved                  | Edward Bond            | 1965            | Royal Court Theatre (Londres)                                |
| 1985  | Pièces de guerre     | The War Plays          | Edward Bond            | 1985            | Royal Shakespeare Company The Pit, Barbican Centre (Londres) |
| 1985  | L'Air du désert      | The Desert Air         | Nicholas Wright        | 1984            | Royal Shakespeare Company The Pit, Barbican Centre (Londres) |
| 1986  | Real Dreams          |                        | Trevor Griffiths       | 1984            | Royal Shakespeare Company The Pit, Barbican Centre (Londres) |
| 1986  | Women Beware Women   |                        | Thomas Middleton       | 1621            | Royal Court Theatre (Londres)                                |
| 1987  | La Provinciale       | The Country Wife       | William Wycherley      | 1675            | Royal Court Theatre (Londres)                                |
| 1987  | Serious Money        |                        | Caryl Churchill        | 1987            | Royal Court Theatre (Londres)                                |

## Filmographie
| Année | Titre                               | Salaire     |
| ----- | ----------------------------------- | ----------- |
| 1998  | Perdus dans l'espace                | 5 000 000 $ |
| 1999  | Jésus                               | 1 000 000 $ |
| 2008  | The Dark Knight : Le Chevalier noir | 3 000 000 $ |

Gary Oldman a commencé sa carrière d'acteur au théâtre en 1980. Remarqué par les producteurs, il a rapidement franchi le pas pour tourner dans Remembrance, de Colin Gregg, et trouve la consécration dans son interprétation de Sid Vicious dans Sid et Nancy en 1986. Le début des années 1990 marque son arrivée aux États-Unis et sa participation à des films à gros budget, tels que JFK ou Dracula. Il alterne depuis les films indépendants et les blockbusters, de Basquiat à Harry Potter, de Dead Fish à Batman et réalise son premier film, qu'il a aussi écrit tiré de sa propre adolescence, Ne pas avaler, sorti en 1997.
Il fait également des apparitions dans plusieurs téléfilms ou séries télévisées, dont la plus célèbre, Friends en 2001. La création de voix n'est pas en reste puisqu'il est la voix de quelques personnages de jeux vidéo (la voix de Ignitus dans la franchise The Legend of Spyro et du sergent Reznov dans la franchise Call of Duty) et de films d'animation (comme Excalibur, l'épée magique et Le Drôle de Noël de Scrooge).
Gary Oldman interprète l'amiral Ernst Bishop dans le jeu vidéo Squadron 42

### Acteur
Note : sauf mention contraire, les informations ci-dessous sont issues de la filmographie de Gary Oldman sur l'Internet Movie Database.

#### Cinéma

##### Années 1980
- 1982 : Remembrance de Colin Gregg : Daniel
- 1984 : Meantime de Mike Leigh : Coxy
- 1986 : Sid et Nancy (Sid and Nancy) de Alex Cox : Sid Vicious (il a interprété les chansons My Way[171] et I Wanna Be Your Dog[172])
- 1987 : Prick Up Your Ears de Stephen Frears : Joe Orton
- 1988 : Track 29 de Nicolas Roeg : Martin
- 1988 : La Loi criminelle (Criminal Law) de Martin Campbell : Ben Chase
- 1988 : We Think the World of You de Colin Gregg : Johnny
- 1989 : Chattahoochee de Mick Jackson : Emmett Foley

##### Années 1990
- 1990 : Rosencrantz et Guildenstern sont morts (Rosencrantz and Guildenstern Are Dead) de Tom Stoppard : Rosencrantz
- 1990 : Henry et June (Henry and June) de Philip Kaufman : Pop (crédité sous le nom de Maurice Escargot)[173]
- 1990 : Les Anges de la nuit (State of Grace) de Phil Joanou : Jackie Flannery
- 1991 : JFK d'Oliver Stone : Lee Harvey Oswald
- 1992 : Dracula (Bram Stoker's Dracula) de Francis Ford Coppola : Le comte Dracula
- 1993 : True Romance de Tony Scott : Drexl Spivey
- 1993 : Romeo Is Bleeding de Peter Medak : Jack
- 1994 : Léon de Luc Besson : Norman Stansfield
- 1994 : Ludwig van B. (Immortal Beloved) de Bernard Rose : Ludwig van Beethoven
- 1995 : Meurtre à Alcatraz (Murder in the First) de Marc Rocco : Milton Glenn
- 1995 : Les Amants du nouveau monde (The Scarlet Letter) de Roland Joffé : Le Révérend Arthur Dimmesdale
- 1996 : Basquiat de Julian Schnabel : Albert Milo
- 1997 : Air Force One de Wolfgang Petersen : Ivan Korshunov
- 1997 : Le Cinquième Élément (The Fifth Element) de Luc Besson : Jean-Baptiste Emanuel Zorg
- 1998 : Excalibur, l'épée magique (Quest for Camelot) de Frederik Du Chau : Le Baron Ruber (voix ; interprète de la chanson Ruber)[174]
- 1998 : Perdus dans l'espace (Lost in Space) de Stephen Hopkins : Dr Zachary Smith/Spider Smith

##### Années 2000
- 2000 : Manipulations (The Contender) de Rod Lurie : Le Sénateur Shelly Runyon
- 2001 : Hannibal de Ridley Scott : Mason Verger
- 2001 : Un bébé sur les bras (Nobody's Baby) de David Seltzer : Buford Hill
- 2002 : Interstate 60 (Interstate 60: Episodes of the Road) de Bob Gale : O.W. Grant
- 2003 : Tiny Tiptoes (Tiptoes) de Matthew Bright : Rolfe
- 2003 : Péché immortel (Sin) de Michael Stevens : Charlie Strom
- 2004 : Dead Fish de Charley Stadler : Lynch
- 2004 : Who's Kyle? de Gerald Emerick : Scouse
- 2004 : Harry Potter et le Prisonnier d'Azkaban (Harry Potter and the Prisoner of Azkaban) de Alfonso Cuarón : Sirius Black
- 2005 : Batman Begins de Christopher Nolan : Le Sergent James Gordon
- 2005 : Harry Potter et la Coupe de feu (Harry Potter and the Gobelet of Fire) de Mike Newell : Sirius Black
- 2006 : The Backwoods (Bosque de sombras) de Koldo Serra : Paul
- 2007 : Harry Potter et l'Ordre du Phénix (Harry Potter and the Order of the Phoenix) de David Yates : Sirius Black
- 2008 : The Dark Knight : Le Chevalier noir (The Dark Knight) de Christopher Nolan : Le Lieutenant / Commissaire James Gordon
- 2009 : Unborn (The Unborn) de David S. Goyer : Rabbi Sendak
- 2009 : Le Drôle de Noël de Scrooge (A Christmas Carol) de Robert Zemeckis : Bob Cratchit / Marley / Tiny Tim
- 2009 : Rain Fall (Rein fôru: Ame no kiba) de Max Mannix : Holtzer

##### Années 2010
- 2010 : Planète 51 (Planet 51) de Jorge Blanco : Général Grawl (voix)
- 2010 : Le Livre d'Eli (The Book of Eli) de Albert et Allen Hughes : Carnegie
- 2011 : Le Chaperon rouge (Red Riding Hood) de Catherine Hardwicke : Père Solomon
- 2011 : Harry Potter et les Reliques de la Mort, partie 2 (Harry Potter and the Deathly Hallows: Part 2) de David Yates : Sirius Black
- 2011 : Kung Fu Panda 2 (Kung Fu Panda: The Kaboom of Doom) de Jennifer Yuh Nelson : Lord Shen, le paon (voix)
- 2011 : La Taupe (Tinker, Tailor, Soldier, Spy) de Tomas Alfredson : George Smiley
- 2012 : Guns, Girls and Gambling de Michael Winnick : Elvis
- 2012 : The Dark Knight Rises de Christopher Nolan : Le Commissaire James Gordon
- 2012 : Des hommes sans loi (Lawless) de John Hillcoat : Floyd Banner
- 2013 : Paranoia de Robert Luketic : Nicholas Wyatt
- 2014 : RoboCop de José Padilha : Dr Dennett Norton
- 2014 : La Planète des singes : L'Affrontement (Dawn of the Planet of the Apes) de Matt Reeves : Dreyfus
- 2015 : Enfant 44 (Child 44) de Daniel Espinosa : le Général Timur Nestorov
- 2015 : Man Down de Dito Montiel : le Capitaine Peyton
- 2016 : Criminal : Un espion dans la tête (Criminal) de Ariel Vromen : le chef de la CIA
- 2017 : Un monde entre nous (The Space Between Us) de Peter Chelsom : Nathaniel Shepherd
- 2017 : Hitman and Bodyguard (The Hitman's Bodyguard) de Patrick Hugues : Vladislav Dukhovich
- 2017 : Les Heures sombres (Darkest Hour) de Joe Wright : Winston Churchill
- 2018 : Tau de Federico D'Alessandro : Tau (voix)
- 2018 : Hunter Killer de Donovan Marsh : Amiral Charles Donnegan
- 2019 : Killers Anonymous de Martin Owen : The Man
- 2019 : Mary de Michael Goi : David
- 2019 : The Laundromat : L'Affaire des Panama Papers (The Laundromat) de Steven Soderbergh : Jürgen Mossack
- 2019 : The Courier de Zackary Adler : Ezekiel Mannings

##### Années 2020
- 2020 : Mank de David Fincher : Herman Mankiewicz
- 2021 : Crisis de Nicholas Jarecki : Dr. Tyrone Brower
- 2021 : La Femme à la fenêtre (The Woman in the Window) de Joe Wright : Alistair Russell
- 2021 : Hitman and Bodyguard 2 (The Hitman's Wife's Bodyguard) de Patrick Hughes : Vladislav Dukhovich (images d'archives tirées du premier film)
- 2023 : Oppenheimer de Christopher Nolan : Harry S. Truman
- 2024 : Parthenope de Paolo Sorrentino : John Cheever

### Télévision

#### Séries télévisées
- 1984 : Dramarama de David Andrews : Ben
- 1989 : Côte Ouest (Knots Landing) : Don Ross
- 1993 : Fallen Angels de Phil Joanou : Pat Keiley
- 1999 : Tracey Takes On... : Le coiffeur
- 2001 : Friends : Richard Crosby
- 2022 - : Slow Horses : Jackson Lamb

#### Téléfilms
- 1984 : Meantime de Mike Leigh : Coxy, le skinhead
- 1984 : Morgan's Boy de John Gorrie : Colin
- 1985 : Honest, Decent & True de Les Blair : Derek Bates
- 1988 : The Firm d'Alan Clarke : Bex Bissell
- 1991 : Heading Home de David Hare : Ian Tyson
- 1999 : Jesus de Roger Young : Ponce Pilate

### Réalisateur et scénariste
- 1997 : Ne pas avaler (Nil by Mouth)

### Producteur
- 1997 : Ne pas avaler (Nil by Mouth) de Gary Oldman
- 1999 : Guns 1748 (Plunkett & Macleane) de Jake Scott
- 2000 : Manipulations (The Contender) de Rod Lurie
- 2001 : Nobody's Baby de David Seltzer

## Autres activités

### SE8 Group
Gary Oldman et son ami Douglas Urbanski s'associent pour la première fois à l'occasion du film d'Oldman, Ne pas avaler (Nil by Mouth), sorti en 1997 au cinéma, production à laquelle s'est ajouté le soutien de Luc Besson, en tant que coproducteur. Ils fondent leur société de production de films indépendants, SE8 Group, et le film leur coute 9 millions de dollars.
En 1999, SE8 Group produit le film de Jake Scott, Guns 1748, et, l'année suivante, sa participation dans la production du film Manipulations de Rod Lurie, est récompensée aux Critics Choice Awards par l'obtention de l’Alan J. Pakula Award for artistic excellence by illuminating issues of great social and political importance (« Alan J. Pakula Award de l'excellence artistique pour un sujet de grande importance sociale et politique »).
En 2001, SE8 Group produit le film Nobody's Baby, réalisé par David Seltzer.
Douglas Urbanski participe individuellement (en tant que producteur exécutif) à trois autres films dans lesquels Gary Oldman apparaît : Tiny Tiptoes (2003), Dead Fish (2004) et The Backwoods (2006).

### Musique
Gary Oldman a conservé son amour pour la musique : on peut ainsi le voir chanter la chanson des Sex Pistols My Way dans Sid et Nancy (1986) et jouer du piano dans Track 29 (1989), et plus particulièrement dans le film biographique sur Beethoven, Ludwig van B. en 1994. Il interprète également la chanson Ruber dans le film d'animation Excalibur, l'épée magique.
Après sa rencontre avec David Bowie, celui-ci l'invite à l'accompagner au chant pour You've Been Around dans l'album Black Tie White Noise en 1993. Ils se retrouvent en 1996 au cinéma pour le film de Julian Schnabel Basquiat, chacun interprétant un artiste ayant croisé Jean-Michel Basquiat, respectivement Andy Warhol (Bowie) et Albert Milo (Oldman). En 2013, Gary Oldman apparaît dans le clip de The Next Day de David Bowie. Il incarne un prêtre chrétien obscène aux côtés de Marion Cotillard, qui joue une prostituée.

### Apparitions diverses
| Année | Objet                                                                      | Réalisation                        | Rôle                                                          | Observations |
| ----- | -------------------------------------------------------------------------- | ---------------------------------- | ------------------------------------------------------------- | --- |
| 1993  | Who Was Lee Harvey Oswald?                                                 | William Cran                       | Lee Harvey Oswald (voix)                                      | Documentaire sur Lee Harvey Oswald, faisant suite au film JFK, d'Oliver Stone                                                                                     |
| 1998  | Since I Don't Have You                                                     | Interprété par Guns N'Roses        | Le Diable                                                     | Clip de l'album The Spaghetti Incident? |
| 1998  | Le Cinquième élément                                                       | Développé par Activision           | Jean-Baptiste Emanuel Zorg (voix)                             | Jeu vidéo |
| 1998  | H&M                                                                        |                                    | Lui-même                                                      | Publicité pour la chaîne de magasins de vêtements suédoise |
| 2000  | DKNY                                                                       |                                    | Lui-même                                                      | Publicité photo pour la marque de vêtements de mode avec Milla Jovovich                                                                                           |
| 2001  | Great Books: Poe's Tales of Terror                                         | Écrit par Trish Mitchell           | Narrateur                                                     | Documentaire sur Edgar Allan Poe et son œuvre |
| 2002  | Greg the Bunny                                                             | Réalisé par Mike Mitchell          | Lui-même                                                      | Saison 1x09 - Piddler on the Roof Caméo dans une sitcom américaine de marionnettes à main (comme dans Le Muppet Show)                                             |
| 2003  | True Crime: Streets of LA                                                  | Développé par Luxoflux             | Rocky, Agent Masterson (voix)                                 | Jeu vidéo |
| 2003  | Medal of Honor : Débarquement allié                                        | Développé par Electronic Arts      | Le Sergent Jack Barnes (voix)                                 | Jeu vidéo |
| 2004  | Memories of: Elephant                                                      | Réalisé par Andy Kimpton-Nye       | Lui-même                                                      | Court programme sur le film Elephant, réalisé en 1989 par Alan Clarke                                                                                             |
| 2005  | Chutzpah, This Is?                                                         | Réalisé par Rick Kent              | Lui-même                                                      | Caméo dans le court métrage documentaire sur le groupe de hip-hop Chutzpah                                                                                        |
| 2006  | The Legend of Spyro: A New Beginning                                       | Développé par Sierra Entertainment | Ignitus (voix)                                                | Jeu vidéo |
| 2006  | Nokia                                                                      |                                    | Lui-même                                                      | Publicité pour la marque de télécommunications finlandaise pour la « Série N »                                                                                    |
| 2006  | Barclays                                                                   |                                    | Lui-même                                                      | Publicité pour la banque britannique avec Donald Sutherland |
| 2006  | Donut                                                                      | Réalisé par Gary Oldman            |                                                               | Court métrage publicitaire (2 minutes) pour la promotion du modèle de téléphones mobiles Série N de la marque Nokia Filmé avec le modèle N93                      |
| 2007  | The Legend of Spyro: The Eternal Night                                     | Développé par Sierra Entertainment | Ignitus (voix)                                                | Jeu vidéo |
| 2008  | Call of Duty: World at War                                                 | Développé par Treyarch             | Le Sergent Viktor Reznov (voix)                               | Jeu vidéo |
| 2008  | La Légende de Spyro : Naissance d'un dragon                                | Développé par Sierra Entertainment | Ignitus (voix)                                                | Jeu vidéo |
| 2008  | ITV                                                                        |                                    | Lui-même                                                      | Publicité de la chaîne de télévision britannique pour la promotion de la Ligue des champions diffusée sur ITV                                                     |
| 2008  | Red Rover                                                                  | Réalisé par Gary Oldman            |                                                               | Clip du groupe de hip-hop Chutzpah Filmé avec un mobile Nokia |
| 2008  | Take Flight                                                                | Réalisé par Juliet Landau          | Lui-même                                                      | Making of du clip du groupe de hip-hop Chutzpah réalisé par Gary Oldman                                                                                           |
| 2009  | Do Not Go To See The Perfect Sleep Bande-annonce du film The Perfect Sleep | Réalisé par Jeremy Alter           | Lui-même                                                      | Parodie d'une campagne de promotion, où la production demande à des stars d'encourager le film (Gary Oldman, Bono et Bas Rutten), qui vont finalement le dénigrer |
| 2010  | Call of Duty: Black Ops                                                    | Développé par Treyarch             | Le Capitaine Viktor Reznov (voix) Le Dr. Daniel Clarke (voix) | Jeu vidéo |
| 2012  | Call of Duty: Black Ops II                                                 | Développé par Treyarch             | Viktor Reznov (voix)                                          | Jeu vidéo |
| ???   | Squadron 42 - Star Citizen                                                 | Développé par Cloud Imperium Games | Amiral Ernst Bishop (capture de mouvement et voix)            | Jeu vidéo |

## Récompenses et distinctions
Sauf mention contraire, les informations ci-dessous sont issues de la page Distinctions sur l'Internet Movie Database. En gras sont indiquées les récompenses majeures.

## Voix francophones
Dans les versions françaises, Gabriel Le Doze est la voix régulière de Gary Oldman,, notamment pour les films Hannibal, Paranoïa et la série Harry Potter. Vincent Violette l'a doublé pour la saga Batman, JFK et La Planète des singes, tandis que Dominique Collignon-Maurin est sa voix dans Léon, Le Cinquième Élément et Air Force One notamment. Pour Le Livre d'Eli, il s'agit de Michel Papineschi. Plus rarement, l'acteur britannique a été doublé par Jérôme Keen (Ludwig van B.) , Jacques Roehrich (La Taupe) et Hervé Pierre (Les Heures sombres). Les acteurs français Bruno Wolkowitch et Stéphane Freiss l'ont exceptionnellement doublé pour les films Romeo Is Bleeding et Dracula.
Au Québec, Manuel Tadros est la voix régulière de l'acteur, notamment pour la série Harry Potter, Paranoia et La Planète des singes. Marc Bellier (Batman, Le Livre d'Élie) et Mario Desmarais (Air Force One : Avion présidentiel, Perdus dans l'espace) l'ont également doublé à plusieurs reprises. Jean-Luc Montminy est sa voix québécoise dans JFK : Affaire non classée et Guy Nadon dans Dracula.
- Versions françaises :
  - Gabriel Le Doze : Hannibal, Paranoïa, Harry Potter, etc.
  - Vincent Violette : Batman, JFK, La Planète des singes, etc.
  - Dominique Collignon-Maurin : Léon, Le Cinquième Élément, Air Force One, etc.

- Versions québécoises :
  - Manuel Tadros : Harry Potter, Paranoia, La Planète des singes, etc.
  - Marc Bellier : Batman, Le Livre d'Élie, etc.
  - Mario Desmarais : Air Force One : Avion présidentiel, Perdus dans l’espace, etc.